# Ропотуська сільська рада
Ропоту́ська сільська́ ра́да — адміністративно-територіальна одиниця та орган місцевого самоврядування в Уманському районі Черкаської області. Адміністративний центр — село Ропотуха.

## Загальні відомості
- Населення ради: 547 особи (станом на 2014 рік)

## Населені пункти
Сільській раді підпорядковані населені пункти:
- с. Ропотуха

## Склад ради
Рада складається з 12 депутатів та голови.
- Голова ради: Затишняк Олександр Володимирович
- Секретар ради: Стричук Алла Іванівна

### Керівний склад попередніх скликань
| Прізвище, ім'я, по батькові      | Основні відомості                                                         | Дата обрання | Дата звільнення |
| -------------------------------- | ------------------------------------------------------------------------- | ------------ | --------------- |
| Поперишняк Микола Констянтинович | Сільський голова, 1957 року народження, безпартійний                      | 26.03.2006   | 31.10.2010      |
| Форостянко Петро Іванович        | Сільський голова, 1958 року народження, освіта вища, член Партії регіонів | 31.10.2010   | 10.11.2015      |

Примітка: таблиця складена за даними сайту Верховної Ради України

### Депутати
За результатами місцевих виборів 2015 року депутатами ради стали:

#### За округами
| № округу      |  | Прізвище, ім'я, по батькові     |  | Дата визнання обраним | Освіта             | Партійна приналежність                        | Відомості про обраного депутата        |
| ------------- |  | ------------------------------- |  | --------------------- | ------------------ | --------------------------------------------- | -------------------------------------- |
| Самовисування |  |                                 |  |                       |                    |                                               |                                        |
| 2             |  | Насальський Юрій Володимирович  |  | 31.10.2010            | середня спеціальна | позапартійний                                 | тимчасово не працює                    |
| 8             |  | Саладрай Світлана Вікторівна    |  | 31.10.2010            | вища               | позапартійна                                  | СТОВ «Деметра», оператор               |
| 3             |  | Стричук Алла Іванівна           |  | 31.10.2010            | середня спеціальна | позапартійна                                  | Поштове відділення, начальник          |
| 4             |  | Євсін Леся Леонідівна           |  | 31.10.2010            | середня спеціальна | позапартійна                                  | с. Шарин дошкільний заклад, вихователь |
| 5             |  | Затишняк Володимир Олексійович  |  | 31.10.2010            | вища               | позапартійний                                 | с. Ропотуха, підприємець               |
| 6             |  | Ревук Олександр Миколайович     |  | 07.11.2010            | середня спеціальна | позапартійний                                 | тимчасово не працює                    |
| 9             |  | Білокур Юрій Віталійович        |  | 02.11.2010            | середня            | член Партії регіонів                          | с. Ропотуха НВК, кочегар               |
| 11            |  | Ковальчук Микола Миколайович    |  | 31.10.2010            | вища               | позапартійний                                 | с. Ропотуха НВК, вчитель               |
| 12            |  | Насальська Валентина Миколаївна |  | 31.10.2010            | середня спеціальна | позапартійна                                  | тимчасово не працює                    |
| Самовисування |  |                                 |  |                       |                    |                                               |                                        |
| 1             |  | Цимбал Марина Анатоліївна       |  | 13.01.2013            | вища               | позапартійна                                  | тимчасово не працює                    |
| 7             |  | Сергієнко Лариса Анатоліївна    |  | 31.10.2010            | вища               | позапартійна                                  | Ропотуська сільська рада, секретар     |
| 10            |  | Насальська Лілія Петрівна       |  | 31.10.2010            | середня спеціальна | член Всеукраїнського об'єднання «Батьківщина» | тимчасово не працює                    |